# Батыр-хан (Золотая орда)
Батыр — младший сын хана Золотой Орды Шадибека (1399—1407).
После того как Шадибек бежал от преследований Едигея из Крыма в Дербент, Батыр с женой и сыновьями Хубтием и Хубием пришёл на Баксан, где и скончался.
Из составленного в 1874 году списка Карачаевских фамилий Николая Петрусевича:

«Говорятъ, что Шадыбека сынъ Батыръ съ сыновьями Хубтія и Хубія вышли изъ Крыма и пришли на Баксанъ, когда тамъ были карачаевцы. Хубій остался въ Карачае и сдѣлался родоначальникомъ Хубіевыхъ, а Хубтій ушелъ на южный склонъ главнаго хребта въ Менгрелію, гдѣ и теперь есть фамилия Хубтія».
 Таким образом Хубий остался на территории Карачая и стал основателем дворянской фамилии Хубиевых. В то же время его племянник, сын Хубтия Биджи, также остался вместе с дядей и стал основателем другого дворянского рода Карачая Биджиевых. Вместе они основали один из основных атаулов ( кланов ) Карачая Шадыбек, по имени их деда правителя Золотой Орды Шадыбек Хана. Согласно фамильным преданиям и трудам Николая Петрусевича представители обоих этих фамилий являются Чингизидами по ветви старшего сына Чингисхана Джучи.